# ویندوم (ویرجینیای غربی)
ویندوم (به انگلیسی: Windom) یک منطقهٔ مسکونی در ایالات متحده آمریکا است که در شهرستان وایومینگ، ویرجینیای غربی واقع شده‌است.